# Les Cròniques de Nàrnia: El príncep Caspian
Les Cròniques de Nàrnia: El príncep Caspian (títol original en anglès: The Chronicles of Narnia: Prince Caspian) és una adaptació cinematogràfica dirigida per Andrew Adamson de la novel·la homònima de Clive Staples Lewis, publicada l'any 1951. La pel·lícula és produïda per Walden Media i distribuïda per Walt Disney Pictures.

## Resum

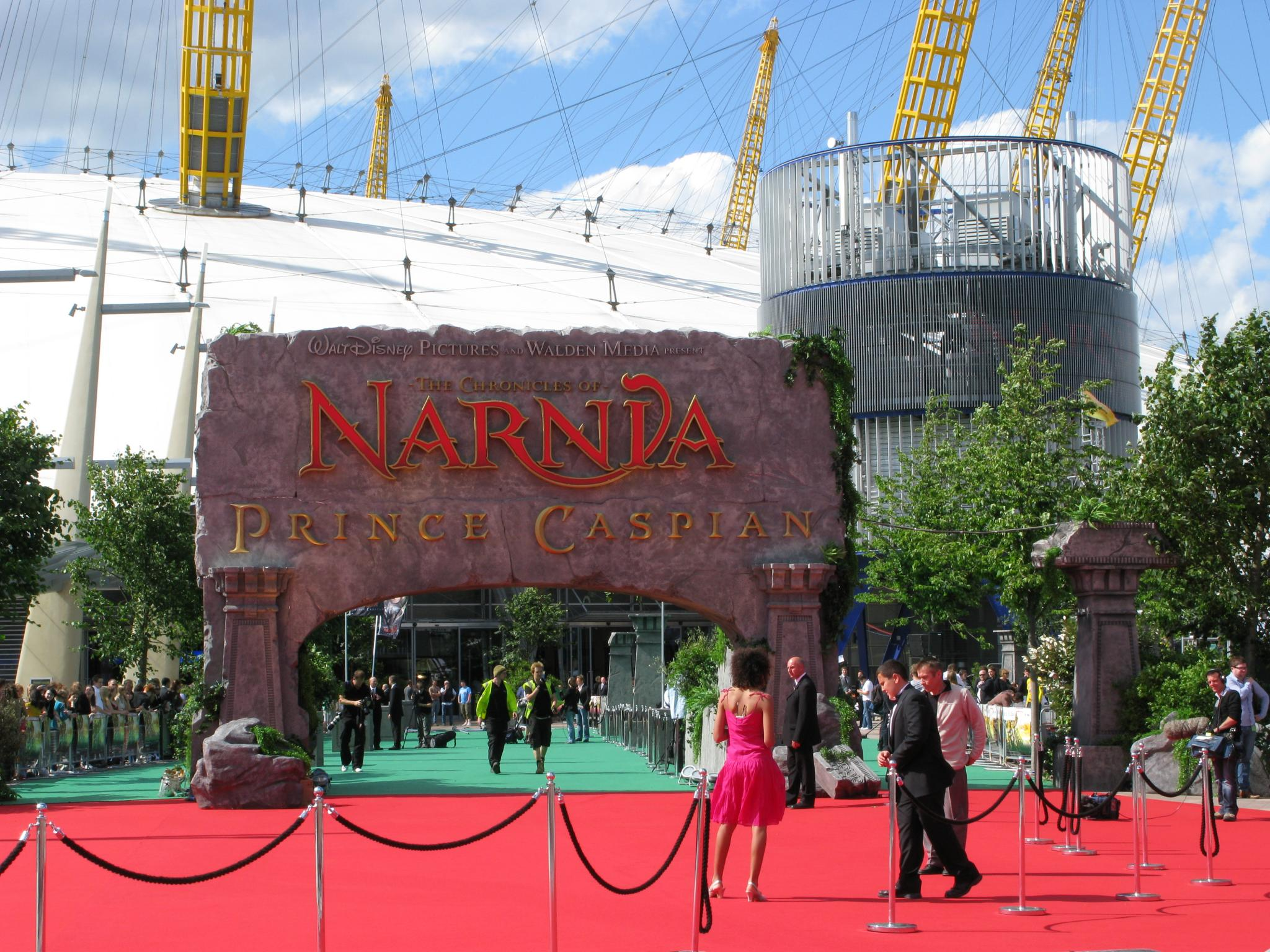
estrena de la pel·lícula.

En el regne telmarí el rei en funcions, Miraz, oncle de l'hereu al tron Caspian, acaba de tenir un descendent. Tot just conèixer la notícia el tutor del príncep corre a advertir-li que fugi d'una mort segura a les mans del seu oncle. El proveeix d'un cavall i una banya que ha de fer sonar només en cas de gran perill. El perill no es fa esperar i el príncep Caspian, perseguit pels telmarins fa sonar la banya.
En aquell moment els germans Pevensie estan en camí de l'internat en el qual estudien a Londres, quan un fort vent embolicat en gran màgia envaeix l'estació de metre on esperaven fent-la desaparèixer i els porta al món de Nàrnia. Apareixen en una platja i corren cap al mar. Després troben el castell de Cair Paravel en ruïnes; els nens descobreixen que a Nàrnia han passat 1300 anys mentre al seu món només n'ha passat un.
Peter, Susan, Edmund i Lucy hauran d'enfrontar-se al cruel Miraz i el seu exèrcit acompanyats d'un nou personatge: el príncep Caspian, que connecta de manera especial amb Susan. Lucy diu veure Aslan, però Peter i Susan no el creuen i encara que Edmund sí que creu el que diu, no s'enfronten als majors. Els Narnians amb Peter, Susan i el príncep Caspian al capdavant, lluiten amb denuedo contra els telmarins, però aquests fan caure nombrosos minotaures i forces armades narnians en el transcurs de la lluita. Al final, i amb l'ajuda d'Aslan al que Lucy buscarà, guanyen la batalla: Aslan amb el seu rugit màgic invoca al monstre de l'aigua que aconsegueix eliminar nombrosos guerrers telmarins, el rei Miraz mor i tot Nàrnia regressa a la normalitat. Al final, s'obre un arbre que condueix al món dels humans i l'esposa del rei Miraz i seu beu junt amb un soldat de Miraz es dirigeixen allà i desapareixen, mentre que Peter i Susan anuncien que no tornaran a Nàrnia, a causa que la seva estada allà havia acabat i ja eren majors per tornar, en assabentar-se Caspian, s'entristeix. Susan s'acomiada de Caspian amb un petó i dient-li que el seu no hauria funcionat, ja que ella era 1300 anys gran, els nois s'acomiaden de tots i creuen l'arbre i acaben en l'estació de metro on es dirigien al seu internat, pugen a un metro i Edmund diu que va oblidar la seva llanterna a Nàrnia i els nois somriuen sabent que Edmund i Lucy algun dia tornaran a Nàrnia.

## Anècdotes
- L'empresa neozelandesa Weta Workshop va dissenyar gairebé 600 armadures i armes per als Telmarins.
- Després d'aconseguir els seus papers entre milers de postulants, Skandar Keynes i Anna Popplewell van descobrir que viuen molt a prop l'un de l'altre al nord de Londres.
- El plató del castell del Rei Miraz, construït als Estudis Barrandov, és el plató més gran que s'ha dissenyat mai. Va ocupar 20 mil metres quadrats, va ser influït per castell parisenc Pierrefonds i va ser necessari el treball de 200 fusters i pintors durant 15 setmanes.
- En aquesta segona cinta és la primera vegada que apareixen centaures femella, així com nens centaure i un faune de 80 anys.
- El Príncep Caspian comparteix escenes rodades en regions remotes de l'Illa Sud de Nova Zelanda, on va ser presentada abans a la Terra Mitjana en la trilogia de "El Senyor dels Anells".
- La dissenyadora de vestidor Iris Mussenden afirma que es va inspirar en El Greco per crear els vestits dels Telmarins.
- L'actor Skandar Keynes, que interpreta Edmund Pevensie, va créixer 16 cm entre el rodatge de El lleó, la bruixa i l'armari i el de El Príncep Caspian.
- En el plató del rodatge es parlaven més de nou idiomes diferents, ja que tant el repartiment com l'equip tècnic provenia de països com la República Txeca, Nova Zelanda, els Estats Units, la Gran Bretanya, Austràlia, el Canadà, Alemanya, Polònia, Eslovènia, Espanya, Mèxic, Itàlia i França.
- La cinta va ser rodada majoritàriament a Nova Zelanda, la República Txeca, Eslovènia i Polònia, però Andrew Adamson, el director, va visitar cinc continents buscant localitzacions per a la cinta.
- Els encarregats del càtering alimentaven més de 1.100 persones del repartiment i l'equip per dia. En total es van servir més de 200.000 menjars durant el rodatge.
- Anna Popplewell va demanar uns dies lliures al director per anar al seu ball de final de curs a Londres. Anna es va posar el seu vestit de festa en un bany, va ballar dues cançons i va tornar a Praga.
- Durant el rodatge, Georgie Henley (Lucy Pevensie) va perdre dues dents de llet. Per la qual cosa li van haver de fer un pont per tapar els buits.
- L'actor Warwick Davis (Nikabrik) va interpretar els personatges Reepicheep i Glimfeather a les produccions de la BBC Prince Caspian and the Voyage of the Dawn Treader (1989) i The Silver Chair (1990), ambdues per a televisió.
- Ben Barnes estava actuant a l'obra The History Boys quan se li va oferir el paper.
- Al principi, estava planejat que s'estrenés el 2007.